# Dieter Bathen

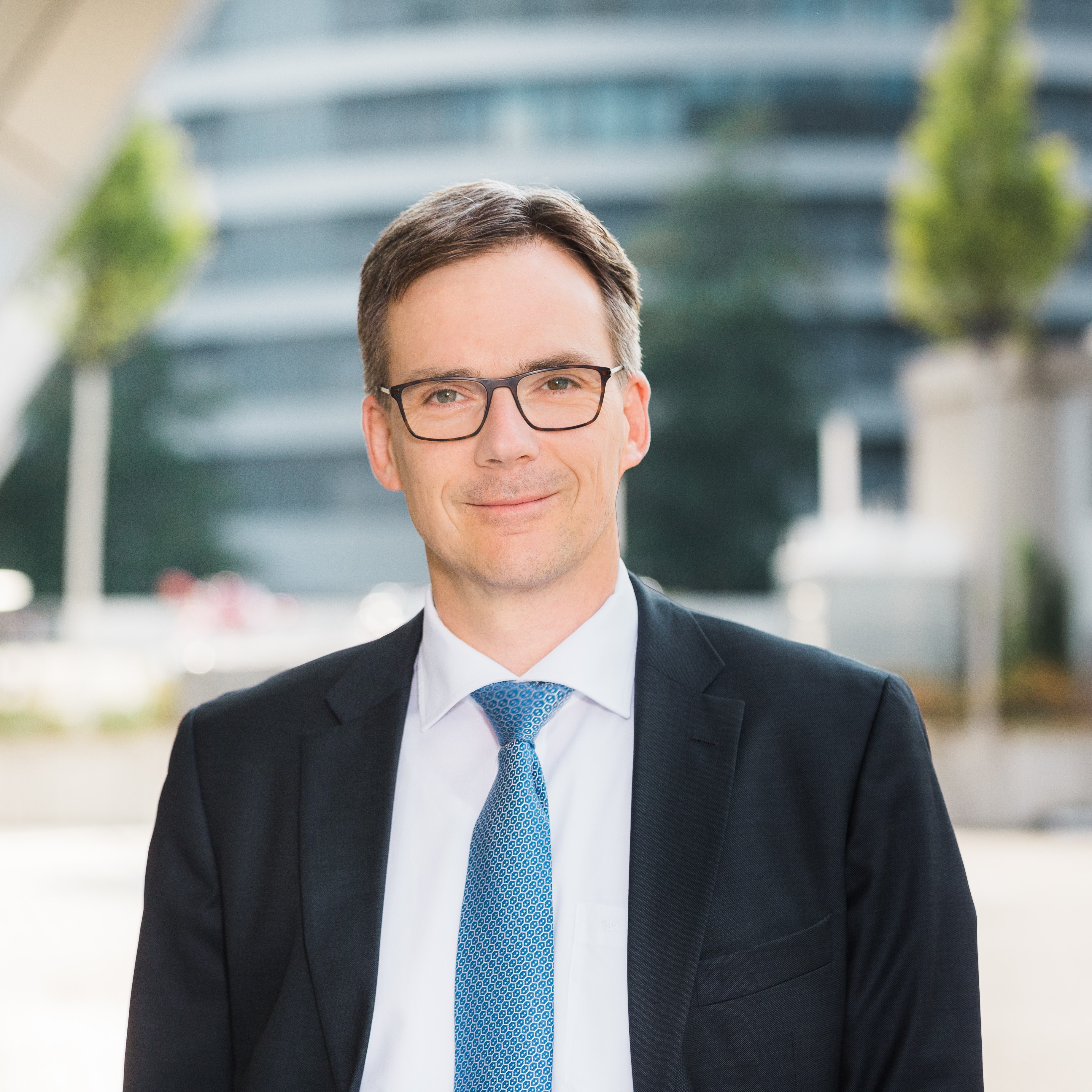

Dieter Bathen (* 6. September 1968) ist ein deutscher Ingenieurwissenschaftler, Professor für Thermische Verfahrenstechnik an der Universität Duisburg-Essen, Leiter des Institut für Umwelt & Energie, Technik & Analytik e. V. (IUTA) und Vorstandsvorsitzender der Johannes-Rau-Forschungsgemeinschaft.

## Biographie
Dieter Bathen studierte an der Universität Dortmund Chemietechnik und später begleitend zu seiner ingenieurtechnischen Promotion Organisationspsychologie. Für seine Promotion zum Dr.-Ing. (Summa cum laude) wurde ihm 1998 der Promotionspreis der Universität Dortmund verliehen. Im Anschluss wurde er Oberingenieur am Lehrstuhl für Anlagentechnik der Universität Dortmund. Nach einem Forschungsaufenthalt an der University of Cambridge (UK), für den er den Rudolf-Chaudoire-Preis erhielt, wurden ihm 2002 die Habilitation und die Venia Legendi für Verfahrenstechnik von der Universität Dortmund erteilt.
Im selben Jahr (2002) wechselte er zur Degussa AG (heute Evonik AG) in die chemische Industrie, wo er in verschiedenen Funktionen im Zentralbereich Technology & Engineering und später in der Degussa Röhm GmbH tätig war.
2007 erhielt er den Ruf auf den neu gegründeten Lehrstuhl für Thermische Verfahrenstechnik der Universität Duisburg-Essen. Dieser Ruf war verbunden mit der wissenschaftlichen Leitung des Instituts für Umwelt & Energie, Technik & Analytik (IUTA e.V.) in Duisburg. Mit der Gründung der Johannes-Rau-Forschungsgemeinschaft 2014 wurde er deren Vorstandsvorsitzender und 2019 für eine zweite und 2024 für eine dritte Amtszeit wiedergewählt.

## Forschung
Seit seiner Promotion befasst sich Dieter Bathen in der Forschung mit dem thermischen Trennverfahren der Adsorption, insbesondere mit der Entfernung von Schadstoffen aus Gasen und Flüssigkeiten durch Aktivkohlen, Zeolithe, Silicagele und andere poröse Feststoffe. 2010 wurde er Vorsitzender der DECHEMA/VDI-GVC-Fachgruppe „Adsorption“, 2015 und 2020 wurde er in dieser Funktion wiedergewählt.

## Ehrenamt
Dieter Bathen ist ehrenamtlich in verschiedenen Gremien und Vereinigungen aktiv, neben der Johannes-Rau-Forschungsgemeinschaft u. a. seit 2010 in der DECHEMA (Gesellschaft für chemische Technik und Biotechnologie) und der VDI-GVC (Verein deutscher Ingenieure – Gesellschaft Verfahrenstechnik und Chemieingenieurwesen).
Zudem ist er seit 2016 gewählter Fachgutachter der Industriellen Gemeinschaftsforschung (IGF), seit 2019 Mitglied des Präsidiums des FIR e.V. an der RWTH Aachen, seit 2023 Mitglied im wissenschaftlichen Beirat der ZBT gGmbH, seit 2024 stellv. Vorsitzender des Verwaltungsrats des DST e.V. und seit 2008 Obmann mehrerer VDI-Richtlinien im Rahmen der Kommission Reinhaltung der Luft (VDI-KRdL).

## Veröffentlichungen (Auswahl)
- Dieter Bathen und Marc Breitbach, Adsorptionstechnik, Springer-Verlag, Berlin, 2001, ISBN 978-3-642-18235-8.
- Dieter Bathen, Carsten Hummelt und Jochen Meisel, Emissionen an Flanschverbindungen, Vulkan-Verlag, Essen, 1999, ISBN 3-8027-2193-4.
- Dieter Bathen und Henner Schmidt-Traub (Hrsg.), Innovative Energieträger in der Verfahrenstechnik, Shaker-Verlag, Aachen, 2000, ISBN 3-8265-6944-X.
- Dieter Bathen, Physical Waves in Adsorption Technology – An Overview, Separation & Purification Technology 33 (2003) 2, S. 163–177.
- Bastian Steuten, Christoph Pasel, Michael Luckas und Dieter Bathen, Trace Level Adsorption of Toxic Sulfur Compounds, Carbon Dioxide and Water from Methane, Journal of Chemical & Engineering Data 58 (2013) 9, S. 2465–2473.
- Christian Bläker, Michael Luckas, Christoph Pasel, Frieder Dreisbach und Dieter Bathen, Investigation of load-dependent heat of adsorption of alkanes and alkenes on zeolites and activated carbon, Microporous & Mesoporous Materials 241 (2017), S. 1–10.
- Christian Bläker, Johanna Muthmann, Christoph Pasel, Dieter Bathen, Characterization of activated carbon adsorbents – state of the art and novel approaches, Chem.Bio.Eng. Reviews 6 (2019) 4, 119–138
- Dieter Bathen, Untersuchungen zur Desorption durch Mikrowellenenergie, VDI-Fortschritt-Berichte, Reihe 3 (Verfahrenstechnik), VDI-Verlag, Düsseldorf, 1998, ISBN 3-18-354803-8.